# 谷口藹山

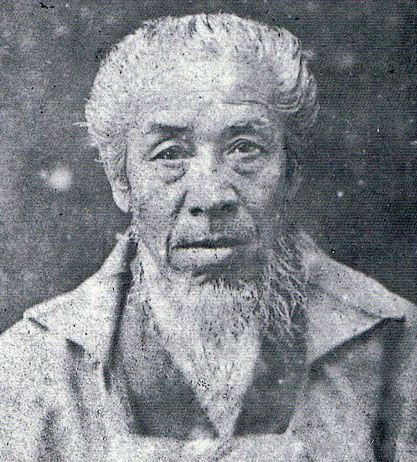
谷口藹山

谷口 藹山（たにぐち あいざん、文化13年（1816年）12月 - 明治32年（1899年）12月30日）は、幕末から明治期の日本の文人画家。山水画、花鳥画を得意とした。
名は貞二、画家になってからは貞と称した。字を士幹、号は藹山、室号を鴨浙水荘とした。富山の生まれ。

## 生涯

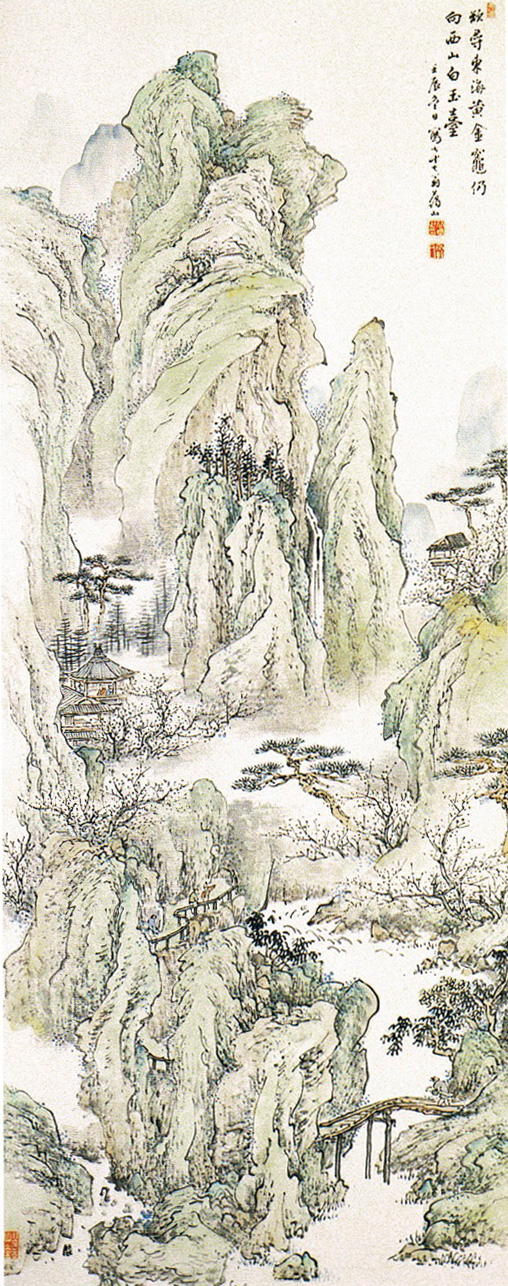
山水図　紙本彩色 明治25年

越中国新川郡鉾ノ木村（富山県立山町）の農家・藤右衛門の次男として生まれ、富山の叔父茂三郎の養嗣子となる。幼少より絵を好み、郷里の文人画家水上源渕に画を習う。天保4年（1833年）、18歳で江戸に出ると坂井右近の紹介で谷文晁の写山楼に入門。文齋と号した。梁川星巌と知遇を得てその薦めを受けて天保8年（1837年）に高久靄厓の晩成堂に入塾。本格的に文人画を学ぶ。師靄厓に気に入られ藹山の号を贈られている。同年、関東・中山・北陸など諸国を遊歴。父の危篤をきくと富山に帰りその最期を見届ける。
翌天保12年（1841年）、京都の貫名海屋を訪問。文人画を志すなら詩・書・画を学び、経学を中心に漢学を修めなければならないことを知る。海屋の薦めもあって、浪華の篠崎小竹の梅花社に入塾し儒学を学ぶ。また小竹の無二の親友岡田半江に画技を受け大いに影響される。
その後、九州に向かう。旅の途次、神辺の菅茶山を訪ね詩作を問い各地の文人墨客と交流。弘化2年（1844年）、長崎に到着。瓊浦で清人の画家陳逸舟に四君子などの画法を伝授される。次に大分日田に向かい広瀬淡窓の咸宜園に入門し、詩作を学ぶ。このとき同門の帆足杏雨・平野五岳など田能村竹田の弟子や漢詩人草場佩川と交流を深める。
九州を後にし弘化2年（1844年）、再び京都の貫名海屋を訪ねると京都に留まることを勧められそのまま海屋に入門。妻帯し文人・文人画家として修行を続ける。嘉永大火のため皇居二条城が炎上。安政2年（1855年）、塩川文麟・小田海僊・森寛斎・望月玉泉らとともにこの障壁画の修復事業に選出され、杉戸絵二枚を描いている。この頃富山藩士西村喜間多の養子となり士族の仲間入りをしている。攘夷運動が活発化しており、西郷隆盛・大久保利通・木戸孝允・横井小楠・藤本鐡石・頼三樹三郎・松本奎堂・鴻雪爪ら勤王の志士との交流を重ね自らの潤筆料を攘夷運動の資金に供している。また松浦武四郎とも交流し『夕張日誌』に挿絵を提供している。
安政6年（1861年）、梁川星巌の旧宅（丸太町三本木）に移る。ますます画名が高まり田能村直入と並称されるようになる。
明治2年（1869年）には西園寺公望が開校した私塾立命館に富岡鉄斎、山中静逸らとともに講師として招かれる。
明治13年（1880年）64歳のとき、京都府画学校（のちの京都市立芸術大学）の南画担当教授となる。同時期には望月玉泉（大和絵）、小山三造（洋画）、鈴木百年(鈴木派)や幸野楳嶺（四条派）が同校の教授となっている。
明治15年（1882年）、第11回京都博覧会で銅賞を受賞。同年、東京で開催された第1回内国絵画共進会においても銅賞を得ている。その後も第14回京都博覧会で銅牌賞。同19年、幸野楳嶺の主催する京都青年絵画研究会の審査委員を務めた。同28年、第4回内国勧業博覧会で褒状を受ける。
明治29年（1896年）には田能村直入・富岡鉄斎・巨勢小石、東京の渡辺小華らと日本南画協会を設立。以降、京都画壇の長老として敬われた。
明治32年（1899年）8月、心臓病になりその後胃病を併発。同年12月歿。享年84。西王寺（京都市中京区西ノ京）に墓所がある。山水画（1870年）一点が大英博物館に収蔵されている。

## 関連人物
- 藤堂高猷

## 弟子
- 浅井柳塘
- 松木松年
- 森本成卿

## 脚註
1. ↑  よく「靄山」と表記されるがこれは誤り。画号の「藹山」は師の 高久靄厓の命名であり、「青は藍より出でて藍より青し」という荀子の格言から弟子が師を超える意が含まれている。靄厓の「靄」（もや）に対して「藹」（樹木が繁って盛んな様子の意）を充て、「厓」（崖・がけ）に対して「山」を合わせて「藹山」とした。
2. ↑  五十嵐竹沙に師事
3. ↑  「安政御造営記」